# Liste der französischen Forts in Nordamerika
Dies ist eine Liste der von Franzosen oder französischen Gesellschaften errichteten Befestigungen in Nordamerika („Neufrankreich“). Bei diesen „Forts“ kann es sich ebenso um große Festungen im europäischen Sinn wie um kleine befestigte Handelsstützpunkte handeln.
| Historische Daten | Historische Daten      | Historische Daten   | Historische Daten | Historische Daten                                                                             | Aktuelle Daten                  | Aktuelle Daten            | Aktuelle Daten     | Aktuelle Daten                                                           | Aktuelle Daten |
| Errichtung        | Aufgabe                | Region              | Typ               | Name                                                                                          | Ort                             | Provinz                   | Staat              | Aktueller Zustand                                                        | Bild           |
| ----------------- | ---------------------- | ------------------- | ----------------- | --------------------------------------------------------------------------------------------- | ------------------------------- | ------------------------- | ------------------ | ------------------------------------------------------------------------ | -------------- |
| 1541              | 1543                   | Kanada              | Militärstützpunkt | Fort Charlesbourg-Royal                                                                       | Québec                          | Québec                    | Kanada             | nationale historische Stätte                                             |                |
| 1562              | 1563                   | Florida             | Militärstützpunkt | Charlesfort                                                                                   | Parris Island                   | South Carolina            | Vereinigte Staaten | nationale historische Stätte                                             |                |
| 1564              | 1565                   | Florida             | Militärstützpunkt | Fort Caroline                                                                                 | Jacksonville                    | Florida                   | Vereinigte Staaten | nationale historische Stätte                                             |                |
| 1604              | 1713                   | Akadien             | Handelsposten     | Fort de Chedabouctou                                                                          | Guysborough                     | Nova Scotia               | Kanada             |                                                                          |                |
| 1611              | 1688                   | Kanada              | Militärstützpunkt | Fort Ville-Marie                                                                              | Montreal                        | Québec                    | Kanada             |                                                                          |                |
| 1613              | 1674                   | Akadien             | Handelsposten     | Fort Pentagouet                                                                               | Castine                         | Maine                     | Vereinigte Staaten |                                                                          |                |
| 1620              | 1834                   | Kanada              |                   | Fort Saint-Louis                                                                              | Québec                          | Québec                    | Kanada             | nationale historische Stätte                                             |                |
| 1623              |                        | Akadien             |                   | Fort Saint-Louis auch: Fort Lomeron                                                           | Cap de Sable                    | Nova Scotia               | Kanada             | nationale historische Stätte                                             |                |
| 1629              | 1641                   | Akadien             |                   | Fort Sainte Anne                                                                              | Port-Dauphin                    | Nova Scotia               | Kanada             |                                                                          |                |
| 1631              | 1671                   | Akadien             |                   | Fort La Tour                                                                                  | Saint-Jean                      | New Brunswick             | Kanada             | nationale historische Stätte                                             |                |
| 1634              | 1752                   | Kanada              | Militärstützpunkt | Fort des Trois-Rivières                                                                       | Trois-Rivières                  | Québec                    | Kanada             | Gedenktafel                                                              |                |
| 1636              | 1713                   | Akadien             | Militärstützpunkt | Fort Port-Royal                                                                               | Port-Royal                      | Nova Scotia               | Kanada             | nationale historische Stätte                                             |                |
| 1636              | 1713                   | Akadien             | Militärstützpunkt | Fort Anne                                                                                     | Annapolis Royal                 | Nova Scotia               | Kanada             | nationale historische Stätte                                             |                |
| 1642              |                        | Kanada              | Militärstützpunkt | Fort Richelieu                                                                                | Sorel-Tracy                     | Québec                    | Kanada             | Denkmal                                                                  |                |
| 1646              |                        | Kanada              |                   | Fort de la Rivière Puante                                                                     | Bécancour                       | Québec                    | Kanada             | keine Aufzeichnungen                                                     |                |
| 1649              |                        | Kanada              |                   | Fort du Moulin                                                                                | Trois-Rivières                  | Québec                    | Kanada             |                                                                          |                |
| 1650              | 1659                   | Akadien             |                   | Fort Simon Denys                                                                              | Port-Dauphin                    | Nova Scotia               | Kanada             |                                                                          |                |
| 1656              |                        | Kanada              |                   | Fort Sainte-Marie                                                                             | Trois-Rivières                  | Québec                    | Kanada             | Gedächtniskapelle                                                        |                |
| 1658              | 1821                   | Kanada              | Zitadelle         | Zitadelle von Montreal                                                                        | Montreal                        | Québec                    | Kanada             | Gedenktafel                                                              |                |
| 1659              | 1670                   | Pays d’en Haut      | Handelsposten     | Fort Chagouamigon                                                                             | Ashland                         | Wisconsin                 | Vereinigte Staaten | Gedenktafel                                                              |                |
| 1660              |                        | Kanada              |                   | Fort Saint-François auch: Fort de la Madeleine, Fort de la rivière Faverel                    | Trois-Rivières                  | Québec                    | Kanada             |                                                                          |                |
| 1662              | 1713                   | Neufundland         | Handelsposten     | Fort de Plaisance                                                                             | Placentia                       | Neufundland und Labrador  | Kanada             |                                                                          |                |
| 1664              |                        | Kanada              | Militärstützpunkt | Fort Champlain auch: Fort LaTouche                                                            | Champlain                       | Québec                    | Kanada             | keine Überreste                                                          |                |
| 1665              | 1760                   | Kanada              | Militärstützpunkt | Fort Sainte-Thérèse                                                                           | Carignan                        | Québec                    | Kanada             | Gedenktafel                                                              |                |
| 1665              | 1851                   | Kanada              | Militärstützpunkt | Fort Chambly auch: Fort Saint-Louis                                                           | Chambly                         | Québec                    | Kanada             | nationale historische Stätte                                             |                |
| 1665              | 1666                   | Kanada              | Militärstützpunkt | Fort de la Rivière-du-Loup                                                                    | Louiseville                     | Québec                    | Kanada             | verschollen                                                              |                |
| 1666              | 1775                   | Kanada              | Militärstützpunkt | Fort Saint-Jean                                                                               | Saint-Jean-sur-Richelieu        | Québec                    | Kanada             | Museum und Militärkolleg am Standort                                     |                |
| 1666              |                        | Kanada              |                   | Fort Sainte-Anne                                                                              | Isle La Motte                   | Vermont                   | Vereinigte Staaten |                                                                          |                |
| 1669              | 1695                   | Kanada              | Militärstützpunkt | Fort Lachine auch: Fort Rémy                                                                  | Lachine                         | Québec                    | Kanada             | Museum                                                                   |                |
| 1671              | 1776                   | Kanada              |                   | Fort Senneville                                                                               | Montreal                        | Québec                    | Kanada             | historische Stätte                                                       |                |
| 1670              |                        | Kanada              | Militärstützpunkt | Fort de Pointe-aux-Trembles                                                                   | Pointe-aux-Trembles             | Québec                    | Kanada             | historischer Park                                                        |                |
| 1672              |                        | Kanada              | Militärstützpunkt | Fort Verchères                                                                                | Verchères                       | Québec                    | Kanada             |                                                                          |                |
| 1673              | 1696                   | Kanada              |                   | Fort Saint-Louis auch: Fort Moose                                                             | Moose Factory                   | Ontario                   | Kanada             |                                                                          |                |
| 1673              | (in Verwendung)        | Kanada              | Militärstützpunkt | Fort Frontenac auch: Fort Cataracoui                                                          | Kingston                        | Ontario                   | Kanada             | Militärkolleg, nationale historische Stätte                              |                |
| 1673              | (in Verwendung)        | Kanada              | Militärstützpunkt | Zitadelle von Québec                                                                          | Québec                          | Québec                    | Kanada             | Liste des Welterbes                                                      |                |
| 1676              | 1842                   | Kanada              |                   | Vieux Poste de Sept-Îles                                                                      | Sept-Îles                       | Québec                    | Kanada             | historische Stätte                                                       |                |
| 1679              | 1902                   | Kanada              |                   | Fort Témiscamingue                                                                            | Duhamel-Ouest                   | Québec                    | Kanada             | Nationale historische Stätte                                             |                |
| 1679              | 1683                   | Kanada              |                   | Fort Conti                                                                                    | Youngstown                      | New York                  | Vereinigte Staaten | Gedenktafel                                                              |                |
| 1679 (1717)       | 1696                   | Pays d’en Haut      | Handelsposten     | Fort Caministigoyan auch: Fort Kaministiquia, Fort William                                    | Thunder Bay                     | Ontario                   | Kanada             | Gedenktafel                                                              |                |
| 1679              | 1680                   | Pays d’en Haut      |                   | Fort Miami                                                                                    | St. Joseph                      | Michigan                  | Vereinigte Staaten |                                                                          |                |
| 1680              |                        | Pays d’en Haut      |                   | Fort Crèvecœur                                                                                | Creve Coeur (Illinois)          | Illinois                  | Vereinigte Staaten | historische Stätte                                                       |                |
| 1681              | 1701                   | Pays d’en Haut      |                   | Fort Buade                                                                                    | St. Ignace                      | Michigan                  | Vereinigte Staaten |                                                                          |                |
| 1682              | 1721                   | Pays d’en Haut      |                   | Fort Saint-Louis du Rocher auch: Fort Saint-Louis-des-Illinois, Fort Saint-Louis I            | North Utica                     | Illinois                  | Vereinigte Staaten | keine Überreste                                                          |                |
| 1682              |                        | Louisiana (Kolonie) | Handelsposten     | Fort Prud'homme                                                                               | Memphis                         | Tennessee                 | Vereinigte Staaten |                                                                          |                |
| 1683              |                        | Pays d’en Haut      |                   | Fort Sainte-Croix                                                                             | Sainte-Croix                    | Wisconsin                 | Vereinigte Staaten | Gedenktafel                                                              |                |
| 1683              | 1763                   | Pays d’en Haut      |                   | Fort Tourette auch: Fort La Maune                                                             | Nipigonsee                      | Ontario                   | Kanada             |                                                                          |                |
| 1684              | 1957                   | Pays d’en Haut      |                   | Fort Bourbon auch: Fort Bourbon Nord, Fort York York Factory                                  | York Factory                    | Manitoba                  | Kanada             | nationale historische Stätte York Factory                                |                |
| 1685              | 1726                   | Pays d’en Haut      |                   | Fort Chécagou                                                                                 | Chicago                         | Illinois                  | Vereinigte Staaten | historische Stätte                                                       |                |
| 1685              |                        | Kanada              |                   | Fort de la Montagne auch: Fort des Messieurs, Fort Belmont                                    | Montreal                        | Québec                    | Kanada             | Standort des Collège de Montréal (priv. Hochschule). Zwei Türme erhalten |                |
| 1685              | 1689                   | Louisiana (Kolonie) |                   | Fort Saint-Louis                                                                              | Inez                            | Texas                     | Vereinigte Staaten |                                                                          |                |
| 1685              |                        | Pays d’en Haut      |                   | Fort Bon Secours                                                                              | Reads Landing                   | Minnesota                 | Vereinigte Staaten | rekonstruiert                                                            |                |
| 1685              |                        | Pays d’en Haut      |                   | Fort Perrot                                                                                   | Pepin (Wisconsin)               | Wisconsin                 | Vereinigte Staaten | Gedenktafel                                                              |                |
| 1685              |                        | Pays d’en Haut      |                   | Fort Saint-Nicolas                                                                            | Wisconsin River                 | Wisconsin                 | Vereinigte Staaten | keine Überreste                                                          |                |
| 1686              |                        | Pays d’en Haut      | Militärstützpunkt | Fort Saint-Joseph                                                                             | Port Huron                      | Michigan                  | Vereinigte Staaten |                                                                          |                |
| 1670 (1686)       | 1693                   | Pays d’en Haut      |                   | Fort Sainte Anne auch: Fort Albany                                                            | Fort Albany                     | Ontario                   | Kanada             |                                                                          |                |
| 1686              | 1731                   | Pays d’en Haut      | Militärstützpunkt | Fort Saint-Antoine                                                                            | Trempeauleau                    | Wisconsin                 | Vereinigte Staaten | Gedenktafel                                                              |                |
| 1686              | 1693 und 1697 bis 1713 | Kanada              |                   | Fort Saint-Jacques auch: Fort Charles                                                         | Waskaganish                     | Québec                    | Kanada             |                                                                          |                |
| 1687              | 1689                   | Kanada              | Militärstützpunkt | Fort Denonville                                                                               | Youngstown                      | New York                  | Vereinigte Staaten | Gedenktafel                                                              |                |
| 1687              | 1713                   | Kanada              |                   | Fort Laprairie                                                                                | Laprairie                       | Québec                    | Kanada             | Gedenktafel                                                              |                |
| 1687              | 1701                   | Kanada              | Militärstützpunkt | Fort Crevier                                                                                  | Saint-François-du-Lac           | Québec                    | Kanada             | historische Stätte                                                       |                |
| 1687              | 1811                   | Neufundland         | Militärstützpunkt | Fort Royal auch: Castle Hill                                                                  | Placentia                       | Neufundland und Labrador  | Kanada             | nationale historische Stätte                                             |                |
| 1690              |                        |                     |                   | Pointe aux Cannon Battery                                                                     | Île de San Pedro                | Saint-Pierre und Miquelon | Frankreich         |                                                                          |                |
| 1690              | 1713                   | Neufundland         | Militärstützpunkt | Fort Saint-Louis                                                                              | Placentia                       | Neufundland und Labrador  | Kanada             |                                                                          |                |
| 1691              | 1795                   | Pays d’en Haut      |                   | Fort Saint-Joseph                                                                             | Niles                           | Michigan                  | Vereinigte Staaten | Museum                                                                   |                |
| 1691              | 1812                   | Pays d’en Haut      |                   | Fort Pimiteoui auch: Fort Saint-Louis II, Fort Illinois Fort Peoria                           | Peoria                          | Illinois                  | Vereinigte Staaten |                                                                          |                |
| 1692              | 1700                   | Akadien             | Militärstützpunkt | Fort Nashwaak                                                                                 | Fredericton                     | New Brunswick             | Kanada             |                                                                          |                |
| 1693              | 1759                   | Pays d’en Haut      |                   | Fort La Pointe auch: Fort Saint-Esprit (1693 bis 1698)                                        | La Pointe                       | Wisconsin                 | Vereinigte Staaten |                                                                          |                |
| 1694              | 1824                   | Kanada              |                   | Fort-Coulonge                                                                                 | Fort-Coulonge                   | Québec                    | Kanada             |                                                                          |                |
| 1695              |                        | Pays d’en Haut      |                   | Fort Le Sueur                                                                                 | La Baye                         | Wisconsin                 | Vereinigte Staaten |                                                                          |                |
| 1696              | 1717                   | Kanada              |                   | Fort Lorette auch: Fort de la Nouvelle Lorette                                                | Montreal                        | Québec                    | Kanada             |                                                                          |                |
| 1698              | 1810                   | Kanada              | Militärstützpunkt | Château fort de Longueuil                                                                     | Longueuil                       | Québec                    | Kanada             | verschollen                                                              |                |
| 1699              |                        | Louisiana (Kolonie) |                   | Fort Maurepas auch: Vieux Biloxi                                                              | Ocean Springs                   | Mississippi               | Vereinigte Staaten | rekonstruiert                                                            |                |
| 1700              | 1707                   | Louisiana (Kolonie) | Militärstützpunkt | Fort de La Boulaye auch: Fort Mississippi                                                     | Paroisse Plaquemine             | Louisiana                 | Vereinigte Staaten | archäologische Ausgrabungen                                              |                |
| 1700              | 1703                   | Pays d’en Haut      |                   | Fort L'Huillier                                                                               | Mankato                         | Minnesota                 | Vereinigte Staaten | Informationstafel am vermuteten Ort                                      |                |
| 1701              |                        | Louisiana (Kolonie) | Militärstützpunkt | Fort Saint-Jean                                                                               | New Orleans                     | Louisiana                 | Vereinigte Staaten | historische Stätte                                                       |                |
| 1701              | 1796                   | Pays d’en Haut      |                   | Fort Detroit auch: Fort Pontchartrain du Détroit                                              | Detroit                         | Michigan                  | Vereinigte Staaten |                                                                          |                |
| 1702              | 1760                   | Pays d’en Haut      | Militärstützpunkt | Fort Miamis auch: Fort Saint-Philippe des Miamis, Fort des Miamis                             | Fort Wayne                      | Indiana                   | Vereinigte Staaten |                                                                          |                |
| 1702              |                        | Louisiana (Kolonie) | Handelsposten     | Fort Vincennes auch: Fort Sackville                                                           | Vincennes                       | Indiana                   | Vereinigte Staaten |                                                                          |                |
| 1702              | 1711                   | Louisiana (Kolonie) | Militärstützpunkt | Fort Louis de la Louisiane auch: Fort Louis de la Mobile                                      | Lemoyne                         | Alabama                   | Vereinigte Staaten | archäologische Ausgrabungen                                              |                |
| 1713              | 1745                   | Akadien             |                   | Fort Dauphin                                                                                  | Port-Dauphin                    | Nova Scotia               | Kanada             |                                                                          |                |
| 1714              | 1803                   | Louisiana (Kolonie) | Handelsposten     | Fort Saint-Jean-Baptiste auch: Fort des Natchitoches                                          | Natchitoches                    | Louisiana                 | Vereinigte Staaten | historische Stätte                                                       |                |
| 1714              | 1804                   | Louisiana (Kolonie) | Militärstützpunkt | Fort Rosalie                                                                                  | Natchez                         | Mississippi               | Vereinigte Staaten | Verschwunden                                                             |                |
| 1714              | 1763                   | Louisiana (Kolonie) |                   | Fort Le Dout                                                                                  | Wood County (Texas)             | Texas                     | Vereinigte Staaten | archäologische Ausgrabungen                                              |                |
| 1715              | 1780                   | Pays d’en Haut      | Handelsposten     | Fort Michilimackinac auch: Fort Mackinac                                                      | Mackinaw City                   | Michigan                  | Vereinigte Staaten | rekonstruiert                                                            |                |
| 1717              | 1791                   | Pays d’en Haut      | Militärstützpunkt | Fort Ouiatenon                                                                                | West Lafayette                  | Indiana                   | Vereinigte Staaten | rekonstruiert                                                            |                |
| 1717              | 1763                   | Louisiana (Kolonie) | Militärstützpunkt | Fort des Alibamons auch: Fort Toulouse                                                        | Wetumpka                        | Alabama                   | Vereinigte Staaten | historische Stätte                                                       |                |
| 1717              | 1814                   | Louisiana (Kolonie) | Militärstützpunkt | Fort Toulouse auch: Fort des Alibamons Fort Jackson                                           | Wetumpka                        | Alabama                   | Vereinigte Staaten | historische Stätte                                                       |                |
| 1717              | 1760                   | Pays d’en Haut      | Militärstützpunkt | Fort La Baye                                                                                  | La Baye                         | Wisconsin                 | Vereinigte Staaten |                                                                          |                |
| 1719              | 1760                   | Akadien             | Militärstützpunkt | Festung Louisbourg                                                                            | Louisbourg                      | Nova Scotia               | Kanada             | rekonstruiert, nationale historische Stätte Kanadas                      |                |
| 1720              | 1730                   | Kanada              |                   | Fort Douville                                                                                 | Toronto                         | Ontario                   | Kanada             |                                                                          |                |
| 1720              | 1758                   | Akadien             |                   | Port-la-Joye-Fort Amherst                                                                     | Charlottetown                   | Prince Edward Island      | Kanada             | historische Stätte                                                       |                |
| 1720              |                        | Louisiana (Kolonie) |                   | Fort de Chartres                                                                              | Prairie du Rocher               | Illinois                  | Vereinigte Staaten | rekonstruiert                                                            |                |
| 1723              | 1820                   | Louisiana (Kolonie) |                   | Fort Condé auch: Fort Condé de la Mobile, Fort Louis de la Mobile Fort Charlotte Fort Carlota | Mobile                          | Alabama                   | Vereinigte Staaten | rekonstruiert                                                            |                |
| 1724              | 1728                   | Louisiana (Kolonie) | Handelsposten     | Fort Orléans                                                                                  | Brunswick                       | Missouri                  | Vereinigte Staaten |                                                                          |                |
| 1725              | (in Verwendung)        | Kanada              | Militärstützpunkt | Fort du Sault Saint-Louis                                                                     | Kahnawake                       | Québec                    | Kanada             | nationale historische Stätte                                             |                |
| 1725              | 1904                   | Pays d’en Haut      |                   | Fort Michipicoton auch: Fort Michipicoten                                                     | Wawa                            | Ontario                   | Kanada             |                                                                          |                |
| 1726              | 1963                   | Kanada              |                   | Fort Niagara                                                                                  | Youngstown                      | New York                  | Vereinigte Staaten | historische Stätte                                                       |                |
| 1727              |                        | Pays d’en Haut      |                   | Fort Beauharnois                                                                              | Wacouta                         | Minnesota                 | Vereinigte Staaten |                                                                          |                |
| 1727              | 1759                   | Kanada              | Militärstützpunkt | Fort Saint-Frédéric                                                                           | Crown Point                     | New York                  | Vereinigte Staaten | historische Stätte                                                       |                |
| 1730              | 1860                   | Kanada              | Handelsposten     | Fort Dumoine                                                                                  | Pontiac                         | Québec                    | Kanada             | überschwemmt vom Lac Holden                                              |                |
| 1731              |                        | Pays d’en Haut      |                   | Fort Saint-Pierre                                                                             | Fort Frances                    | Ontario                   | Kanada             |                                                                          |                |
| 1731              |                        | Pays d’en Haut      | Militärstützpunkt | Fort Trempealeau                                                                              | Trempeauleau County             | Wisconsin                 | Vereinigte Staaten | Gedenktafel                                                              |                |
| 1732              |                        | Pays d’en Haut      | Handelsposten     | Fort Saint-Charles                                                                            | Northwest Angle                 | Minnesota                 | Vereinigte Staaten | rekonstruiert 1950                                                       |                |
| 1734              |                        | Pays d’en Haut      |                   | Fort Maurepas                                                                                 | Selkirk                         | Manitoba                  | Kanada             |                                                                          |                |
| 1735              | 1763                   | Louisiana (Kolonie) |                   | Fort de Tombecbé auch: Fort Tombecbe                                                          | Epes                            | Alabama                   | Vereinigte Staaten |                                                                          |                |
| 1738              | 1852                   | Pays d’en Haut      |                   | Fort La Reine                                                                                 | Portage la Prairie              | Manitoba                  | Kanada             | Museum am Standort                                                       |                |
| 1738              | 1749                   | Pays d’en Haut      |                   | Fort Rouge                                                                                    | Winnipeg                        | Manitoba                  | Kanada             |                                                                          |                |
| 1739              |                        | Louisiana (Kolonie) | Militärstützpunkt | Fort de l'Assomption                                                                          | Memphis                         | Tennessee                 | Vereinigte Staaten |                                                                          |                |
| 1741              |                        | Pays d’en Haut      |                   | Fort Bourbon auch: Fort Bourbon Ouest                                                         | Grand Rapids                    | Manitoba                  | Kanada             |                                                                          |                |
| 1741              | 1763                   | Pays d’en Haut      |                   | Fort Dauphin                                                                                  | Winnipegosis                    | Manitoba                  | Kanada             |                                                                          |                |
| 1741              |                        | Pays d’en Haut      |                   | Fort Paskoya (1. Fort)                                                                        | Cedar Lake (Saskatchewan River) | Manitoba                  | Kanada             |                                                                          |                |
| 1744              | 1760                   | Louisiana (Kolonie) |                   | Fort Cavagnal auch: Fort des Kans Fort Cavagnolle Post of the Missouri Fort de la Trinité     | Missouri River                  | Kansas                    | Vereinigte Staaten | verschollen                                                              |                |
| 1747              | 1763                   | Pays d’en Haut      |                   | Fort Sandoské                                                                                 | Sandusky Bay, Sandusky          | Ohio                      | Vereinigte Staaten |                                                                          |                |
| 1749              | 1760                   | Kanada              | Militärstützpunkt | Fort de La Présentation auch: Fort Ogdensburg                                                 | Ogdensburg                      | New York                  | Vereinigte Staaten | Rekonstruktionsprojekt                                                   |                |
| 1749              |                        | Akadien             | Militärstützpunkt | Fort Boishébert auch: Fort Nerepis                                                            | Grand Bay                       | New Brunswick             | Kanada             | nationale historische Stätte                                             |                |
| 1749              | 1750                   | Kanada              |                   | Fort Portneuf                                                                                 | Toronto                         | Ontario                   | Kanada             |                                                                          |                |
| 1750              | 1759                   | Kanada              |                   | Fort Rouillé auch: Fort Toronto                                                               | Toronto                         | Ontario                   | Kanada             | historische Stätte                                                       |                |
| 1750              | 1755                   | Akadien             | Militärstützpunkt | Fort Ménagouèche                                                                              | Saint John                      | New Brunswick             | Kanada             |                                                                          |                |
| 1751              | 1755                   | Akadien             |                   | Fort de La Galissonière auch: Fort Folly                                                      | Memramcook                      | New Brunswick             | Kanada             |                                                                          |                |
| 1751              |                        | Akadien             |                   | Fort Beauséjour auch: Fort Cumberland                                                         | Pont-à-Buot                     | New Brunswick             | Kanada             | nationale historische Stätte                                             |                |
| 1751              | 1756                   | Akadien             | Militärstützpunkt | Fort Gaspareaux                                                                               | Port Elgin                      | New Brunswick             | Kanada             | nationale historische Stätte                                             |                |
| 1751              | 1760                   | Pays d’en Haut      | Militärstützpunkt | Fort La Jonquière                                                                             | Prince Albert                   | Saskatchewan              | Kanada             | keine Aufzeichnungen                                                     |                |
| 1752              |                        | Pays d’en Haut      |                   | Fort Paskoya (2. Fort)                                                                        | Le Pas                          | Manitoba                  | Kanada             |                                                                          |                |
| 1753              | 1763                   | Kanada              |                   | Fort de la Rivière au Bœuf                                                                    | Waterford                       | Pennsylvania              | Vereinigte Staaten |                                                                          |                |
| 1753              | 1754                   | Pays d’en Haut      |                   | Fort Vaudreuil                                                                                | Bagley                          | Wisconsin                 | Vereinigte Staaten | historische Stätte                                                       |                |
| 1753              | 1757?                  | Pays d’en Haut      |                   | Fort La Biche                                                                                 | Red Deer                        | Alberta                   | Kanada             |                                                                          |                |
| 1753              |                        | Pays d’en Haut      |                   | Fort de La Corne auch: Fort Saint-Louis                                                       | Prince Albert                   | Saskatchewan              | Kanada             | Walderbe-Schutzgebiet                                                    |                |
| 1753              | 1852                   | Pays d’en Haut      |                   | Fort de la Presqu'île auch: Fort Presqu'île                                                   | Erie                            | Pennsylvania              | Vereinigte Staaten |                                                                          |                |
| 1754              | 1758                   | Kanada              |                   | Fort Duquesne auch: Fort Pitt                                                                 | Pittsburgh                      | Pennsylvania              | Vereinigte Staaten | Mauerreste                                                               |                |
| 1754              | 1759                   | Kanada              | Militärstützpunkt | Fort Machault auch: Fort Venango                                                              | Franklin                        | Pennsylvania              | Vereinigte Staaten |                                                                          |                |
| 1754              | 1759                   | Kanada              | Militärstützpunkt | Fort Carillon                                                                                 | Ticonderoga                     | New York                  | Vereinigte Staaten | nationale historische Stätte                                             |                |
| 1756              |                        | Kanada              | Militärstützpunkt | Fort Oswego                                                                                   | Oswego                          | New York                  | Vereinigte Staaten |                                                                          |                |
| 1757              | 1814                   | Kanada              | Militärstützpunkt | Fort Massiac auch: Fort de l'Ascension, Fort Massac                                           | Metropolis                      | Illinois                  | Vereinigte Staaten | rekonstruiert                                                            |                |
| 1759              | 1763                   | Louisiana (Kolonie) |                   | Fort Kaskaskia                                                                                | Kaskaskia                       | Illinois                  | Vereinigte Staaten | nationale historische Stätte                                             |                |
| 1759              | 1760                   | Kanada              | Militärstützpunkt | Fort Lévis auch: Fort William Augustus                                                        | Ogdensburg                      | New York                  | Vereinigte Staaten |                                                                          |                |
| 1760              | 1777                   | Kanada              |                   | Fort Ticonderoga auch: Fort Carillon                                                          | Ticonderoga                     | New York                  | Vereinigte Staaten | nationale historische Stätte                                             |                |
| 1765              | 1803                   | Louisiana (Kolonie) | Militärstützpunkt | Fort Chef Menteur auch: Fort Macomb                                                           | Rigolets                        | Louisiana                 | Vereinigte Staaten | nationale historische Stätte                                             |                |
| 1787              | 1819                   | Kanada              | Handelsposten     | Fort Espérance                                                                                | Qu’Appelle River                | Saskatchewan              | Kanada             | nationale historische Stätte                                             |                |
| 1792              | 1860                   | Kanada              | Handelsposten     | Fort Bas de la Rivière                                                                        | Fort Alexander (Manitoba)       | Manitoba                  | Kanada             | rekonstruiert                                                            |                |